# Ая та відьма
«Ая та відьма» (яп. アーヤと魔女, Āya to Majo, «Āya and the Witch») — японський комп'ютерний анімаційний фентезі-фільм 2020 року, знятий режисером Ґоро Міядзакі за сценарієм Кейко Ніва та Емі Ґунджі. Фільм заснований на однойменному романі Діани Вінн Джонс. Оригінальну озвучку виконали Сінобу Терадзіма, Ецуші Тойокава, Гаку Хамада та Кокоро Хірасава.
Під спильним виробництвом між Studio Ghibli, NHK і NHK Enterprises, світова прем'єра «Ая та відьма» відбулася 18 жовтня 2020 року на кінофестивалі Люм'єр, а потім прем'єра в Японії на телебаченні 30 грудня 2020 року на NHK General TV. Пізніше він був випущений в кінотеатрах Японії компанією Toho 27 серпня 2021 року. Він зібрав 842 744 доларів у світовому прокаті.

## Сюжет
У 1990-х роках в Англії відьма залишає свою дитину Ая в дитячому будинку Святого Морвальда. Начальник дому вважає, що це ім'я не підходить для дитини, і змінює його на Еріка Вігг. Через багато років Ая — несамовита 10-річна дівчинка, якій дуже комфортно в притулку, де кожен робить те, що вона хоче. Їй подобається жити там зі своїм другом Кустардом і вона не хоче бути усиновленою.
Одного разу дивна пара, Белла Яга та Мандрагора, всиновлюють Ая проти її волі. Коли вони повертаються додому, Белла Яга каже Ая, що вона відьма, і що вона прийняла Ая лише як «додаткову пару рук», щоб допомагати по дому. Ая погоджується допомогти, тільки якщо Белла Яга у відповідь навчить її магії. Ая готує інгредієнти для заклинань і прибирає робочу кімнату. Втомившись від роботи, вона намагається вибратися з дому, але виявляє, що всі виходи магічно запечатані Мандрагорою. Вона ще більше розчаровується, тому що Белла Яга ніколи не навчає її магії.
Ая починає слухати касети старої групи під назвою Earwig і виявляє, що кіт Белли Яги Томас може розмовляти. Вони двоє входять до робочої кімнати вночі, щоб створити заклинання, яке зробить їх стійкими до магії та стане несприйнятливими до покарань Белли Яги. Вони також працюють над заклинанням, щоб дати Беллі Язі буквально «додаткову пару рук» на її тілі, щоб Ая була звільнена від її роботи.
Заклинання вдалось, і Белла Яга розлютилася на свою додаткову пару рук і закинула магічних черв'яків, які з'явилися в кімнаті Ая. Завдяки магічній стійкості Ая хробаки нешкідливі; Ая відправляє хробаків крізь дірку в стіні, але це викликає гнів Мандрагори. У хаосі, що виник, Ая вривається в кімнату Мандрагори та виявляє, що він і Белла Яга були членами групи.
Завдяки своїй новій силі Ая може захопити будинок і змусити інших робити те, що вона хоче. Їй навіть вдається запросити свого друга Кастарда на Різдво. Коли він прибуває, мати Ая, ще одна учасниця гурту, заходить з несподіваним візитом.

## Актори
| Персонаж                  |                  |                        |
| Персонаж                  | Японська         | Англійська             |
| ------------------------- | ---------------- | ---------------------- |
| Ая                        | Кокоро Хірасава  | Тейлор Пейдж Хендерсон |
| Белла Яга                 | Сінобу Терадзіма | Ванесса Маршалл        |
| Мандрагора                | Ецуші Тойокава   | Річард Е. Грант        |
| Томас                     | Гаку Хамада      | Ден Стівенс            |
| Мати Вуховертки (Мати Ая) | Шеріна Мунаф     | Кейсі Масгрейвс        |
| Містер Дженкінс           | Юдзі Уеда        | Дж. Б. Блан            |
| Матрона                   |                  | Пандора Колін          |
| Заварний крем             |                  | Логан Ханнан           |
| Філліс                    |                  | Саммер Дженкінс        |
| Саллі                     |                  | Вів'єн Резерфорд       |
| Помічник Матрони          |                  | Алекс Картанья         |
| Кухар                     |                  | Том Бромхед            |
| Помічник кухаря           |                  | Єва Камінська          |

## Виробництво
Фільм режисера Ґоро Міядзакі було оголошено як перший повноцінний 3D-анімаційний фільм Studio Ghibli, і його телевізійна прем'єра була запланована на NHK наприкінці 2020 року. 19 червня 2020 року кадри з фільму оприлюднив Хаяо Міядзакі. Горо сказав, що його батько сказав йому піти з ним, і Тошіо Сузукі підбадьорив його, але після цього він залишився сам і зробив аніме з молодими співробітниками та «взагалі не радився зі старими». Він також сказав, що він єдиний на студії, хто знає методи створення CG-анімації.

### Музика
Музику до фільму написав Сатоші Такебе. Основна пісня «Не турбуйте мене» та кінцева тема "Atashi no Sekai Seifuku" (яп. あたしの世界征服) «My World Domination») виконується спеціально сформованою групою, до складу якої входять Шеріна Мунаф (вокал), Хірокі Камемото (Glim Spanky) на гітарі, Кійокадзу Такано (Mrs. Green Apple на басу, Кавка Шишидо на барабанах і Такебе на клавішних. Альбом оригінального саундтреку до фільму вийшов 6 січня 2021 року. Альбом Earwig and the Witch Songbook: 13 Lime Avenue, який приписують вигаданій групі фільму «Earwig», вийшов 26 січня 2022 року. Окрім вищезазначених музикантів (без Такано), в альбомі також беруть участь вокаліст Glim Spanky Ремі Мацуо та музикант підтримки Yoasobi Хікару Ямамото. Глім Спанкі, який написав дві пісні для запису, отримав пропозицію, оскільки Міядзакі є їхнім фанатом. На їхній трек «The House in Lime Avenue» вплинули ірландські народні пісні та пісні англійця Ніка Дрейка. Для свого іншого внеску, «A Black Cat», Мацуо використовував мелодії та госпел- гармонії Арети Франклін для її вокалу, тоді як ритм був натхненний піснею The Rolling Stones «Sympathy for the Devil».

## Реліз

### Світова прем'єра
Прем'єра фільму була запланована на Каннському кінофестивалі 2020 року до того, як захід скасували через пандемію COVID-19. Натомість прем'єра відбулася на кінофестивалі Люм'єр у Ліоні Метрополіс 18 жовтня 2020 року.

### Японія
У листопаді 2020 року було оголошено інформацію про акторський склад і знімальну групу, а також подробиці сюжету та дату виходу в ефір. Він транслювався на NHK General TV 30 грудня 2020 року.
11 лютого 2021 року компанія Toho оголосила, що прем'єра фільму в Японії запланована на 29 квітня 2021 року. Ця версія включає деякі сцени, не показані у версії телевізійної трансляції. (але вже включені до випусків фільму за межами Японії).
23 квітня 2021 року фільм було вилучено з календаря прокату через пандемію COVID-19. Пізніше було оголошено, що нова дата випуску — 27 серпня 2021 року.
1 грудня 2021 року компанія Pony Canyon випустила фільм на DVD та Blu-ray Disc, що зробило його першим фільмом Studio Ghibli після оригінального VHS-випуску Whisper of the Heart, у якому Walt Disney Japan не був розповсюджувачем домашнього відео. Проте Walt Disney Japan випустив фільм (за ліцензією Pony Canyon) як частину бокс-сету в той же день, який містить повнометражні фільми не-Хаяо Міядзакі та Ісао Такахати Studio Ghibli.

### США
7 липня 2020 року дистриб'ютор Studio Ghibli у Північній Америці GKIDS оголосив про придбання прав на розповсюдження фільму в Північній Америці та те, що прем'єра фільму в Північній Америці запланована на початок 2021 року.
7 січня 2021 року GKIDS оголосила, що фільм вийде в обмежений кінотеатральний прокат 3 лютого, а на HBO Max він буде доданий 5 лютого. Фільм вийшов у цифровому вигляді 23 березня 2021 року, а на дисках Blu-ray та DVD — 6 квітня 2021 року. Випуск фільму GKIDS такий самий, як японська кінотеатральна версія.

### Міжнародний
Як і в інших функціях Ghibli, Wild Bunch займається міжнародними продажами фільму.
11 вересня 2020 року Wild Bunch підтвердили, що вони придбали права на розповсюдження фільмів Studio Ghibli у Франції у попереднього дистриб'ютора Disney, і що вони займатимуться розповсюдженням фільму як у кінотеатрах, так і на домашніх носіях у країні.
3 грудня 2020 року було оголошено, що Elysian Film Group придбала британські та ірландські права на розповсюдження фільму, ставши першим кінопридбанням компанії після її заснування в лютому того ж року. Це буде перший кінотеатральний випуск фільму Ghibli після «Принцеси Мононоке», який StudioCanal UK не буде розповсюджувати в регіоні. Elysian випустив фільм у кінотеатрах 28 травня 2021 року на понад 100 екранах і дубльований лише англійською, а пізніше випустив його на DVD та Blu-ray Disc (включаючи японські аудіо та англійські субтитри, а також англійський дубляж) 27 вересня 2021 року.
13 жовтня 2021 року було оголошено, що Netflix придбав права на трансляцію фільму в усьому світі, за винятком Японії та США. Він був випущений на сервісі 18 листопада 2021 року.

## Рецепція

### Каса
Станом на жовтень 2021 року «Ая та відьма» зібрав 173 704 долари в північноамериканському прокаті та 669 040 доларів з інших територій, а в усьому світі — 842 744 долари. Згідно з випуском Кінема Дзюмпо березень 2022 року, фільм зібрав у прокаті 300 мільйонів японських єн (приблизно 2,2 мільйона доларів) усередині країни.

### Відповідь критиків
На веб-сайті агрегатора рецензій Rotten Tomatoes 29 % із 68 рецензій критиків є позитивними для «Ая та відьма», а середня оцінка становить 4.9/10. Консенсус критиків на веб-сайті такий: «З історією, такою ж безнатхненною, як і його анімація, „Вуховертка та відьма“ є дивовижною — і майже повною — осічкою для Studio Ghibli». Згідно з Metacritic, який підрахував середньозважену оцінку 46 зі 100 на основі 21 рецензії, фільм отримав «змішані або середні відгуки».
Написавши для IndieWire, Девід Ерліх дав фільму C− і сказав: «Хоча „Ая та відьма“ далеко не найпотворніший фільм у своєму роді, є щось унікальне перверсивне в тому, щоб побачити, як фірмова естетика Ґіблі задушена в пластиковій труні та позбавлена свого блиску. про душу; про те, як пишні зелені світи студії замінюють неживими фонами, а її надвиразні дизайни персонажів замінюють на дешеві ляльки, настільки позбавлені людських емоцій, що навіть маленькі діти виглядають ботоксованими навіть на дюйм [sic] їхнього життя. Це мультяшний еквівалент тієї невдалої фрески з Ісусом, лише в ньому бракує людського дотику, який надавав цьому розгрому якогось власного перверсивного шарму».
Аджа Романо з Vox поставила фільму 3 зірки з 5 і сказала: «Є деякі моменти на початку, коли все ще є кадри природи або повільне панорамування пейзажів у стилі Гіблі. Але ці окремі кадри не пов'язані з загальним настроєм, характеристикою чи тематичною ідеєю. Вони виглядають як бліді імітації режисера, який знає, що роблять фільми Гіблі, але не знає, чому…І навіть надзвичайно вражаюча естетика анімації, якою славиться Гіблі, здається майже відсутньою через приглушену, плоску палітру CGI фільму…Зрештою, Ая та відьма далека від Studio Ghibli у її найкращому вигляді.».